# Tracy di Vicenzo
Contessa Teresa (Tracy) di Vicenzo is een personage uit de James Bondroman On Her Majesty's Secret Service (1969). In de de gelijknamige verfilming werd ze gespeeld door actrice Diana Rigg. Aangezien Tracy de enige vrouw is die officieel met James Bond getrouwd is geweest, mocht zij zich Mrs. Bond noemen.
Tracy is geboren als Tracy Draco in Marseille. Ze was de dochter van Marc-Ange Draco, het hoofd van de machtige Union Corse. Volgens Draco het grootste misdaadsyndicaat in Europa. Haar moeder was van Engelse afkomst. Maar twaalf jaar later stierf haar moeder en werd Tracy door haar vader naar een kostschool in Zwitserland gestuurd. Ze is eerder getrouwd geweest met een Italiaanse graaf Giulio di Vicenzo die zichzelf te pletter heeft gereden. De eerste keer dat Tracy James Bond ontmoet, is wanneer 007 haar redt tijdens een zelfmoordpoging in zee. De tweede keer zoekt hij haar op in een hotel in Frankrijk (in de film Portugal) waar hij haar opnieuw te hulp schiet in het casino. Tracy wijst Bonds gunsten telkens af, tot zij elkaar voor de derde keer op Draco's verjaardag ontmoeten. Bond wil van Draco weten waar Ernst Stavro Blofeld is. Tracy zet haar vader onder druk. Vanaf dat moment beleeft zij met Bond een romantische tijd.
Als James in Zwitserland achter Blofeld aan gaat en in de problemen raakt, is het dit keer Tracy die hem redt. Wanneer ze na een barre tocht in een tochtige schuur terechtkomen, vraagt Bond haar ten huwelijk. De volgende ochtend worden Bond en Tracy belaagd door Blofeld en zijn mannen. Tracy wordt gevangengenomen en uiteindelijk gered door Bond en Draco. Eind goed al goed, lijkt het. Ze treedt met Bond in Portugal in het huwelijk. Als het bruidspaar na de huwelijksvoltrekking hun toekomst tegemoet gaat, wordt het tweetal belaagd door Blofeld en Irma Bunt. Bunt heeft de twee onder vuur genomen, waarbij Tracy het leven laat.
Dat Bond getrouwd is geweest, komt in volgende films sporadisch aan bod. In The Spy Who Loved Me (1977) wordt dit voor het eerst sinds On Her Majesty's Secret Service aangehaald door Anya. Het is dit keer acteur Roger Moore die met dit gevoelige onderwerp wordt geconfronteerd. Het is opnieuw Moore die in For Your Eyes Only (1981) Tracy's graf bezoekt. Op de grafsteen valt te lezen dat zij is geboren in 1943 en vermoord in 1969, het jaar waaruit On Her Majesty's Secret Service stamt. Tracy is daarmee een van de weinige karakters uit de films die een geboortejaar heeft meegekregen. In Licence to Kill (1989) wordt Tracy weer aangehaald, wanneer Felix Leiter trouwt. Als Felix' bruid Della Bond (Timothy Dalton) toewenst dat hij de volgende is die zal trouwen, wijst 007 dit gebaar af. Felix legt haar uit dat Bond lang geleden ooit getrouwd is geweest. In Goldeneye vraagt Alec Trevelyan aan Bond of hij troost vindt bij al die gewillige vrouwen: troost voor degene die Bond niet heeft kunnen beschermen. In The World Is Not Enough vraagt Elektra King aan hem of hij weet hoe het is om een geliefde te verliezen, waarop Bond niet antwoordt.

## Trivia
Tracy is gebaseerd op een vriendin van Fleming, Muriel Wright. Ze stierf tijdens een luchtaanval. Fleming identificeerde haar lichaam  en het verlies trof hem diep. 
Het was voor hem de eerste vrouw die hij niet had kunnen beschermen.